# Jewhen Trojanowski
Jewhen Stanisławowycz Trojanowski, ukr. Євген Станіславович Трояновський (ur. 2 lipca 1993 w Słowiańsku, w obwodzie donieckim, Ukraina) – ukraiński piłkarz, grający na pozycji pomocnika.

## Kariera piłkarska

### Kariera klubowa
Wychowanek klubów Dynamo Kijów i Metałurh Donieck, barwy których bronił w juniorskich mistrzostwach Ukrainy (DJuFL). 27 października 2010 rozpoczął karierę piłkarską w pierwszej drużynie Metałurha Donieck. Na początku 2014 został wypożyczony na pół roku do Stali Ałczewsk. Na początku 2015 został piłkarzem Czichury Saczchere. 4 sierpnia 2015 podpisał kontrakt z Dynamem Kijów. Latem 2016 odszedł do FK Połtawa. Po rozwiązaniu połtawskiego klubu, 18 lipca 2018 został piłkarzem Olimpiku Donieck. 15 grudnia 2018 opuścił doniecki klub.

### Kariera reprezentacyjna
Występował w juniorskiej reprezentacjach U-17 i U-19 oraz w młodzieżówce.

## Sukcesy i odznaczenia

### Sukcesy piłkarskie
Metałurh Donieck
- finalista Superpucharu Ukrainy: 2012